# Constitution grecque de 1827
Constitution de 1823 Constitution de 1832
La constitution grecque de 1827, en grec moderne : Ελληνικό Σύνταγμα του 1827,  est signée et ratifiée en juin 1827 par la Troisième Assemblée nationale grecque à Trézène, au cours des dernières étapes de la guerre d'indépendance grecque. Elle représente la première étape importante vers la mise en place d'un système de gouvernement centralisé, regroupant certains des éléments les plus disparates de la lutte de libération. La troisième Assemblée nationale s'est d'abord réunie à Piada (aujourd'hui Néa Epídavros) en 1826, puis à Trézène en 1827. 
Après avoir élu à l'unanimité Ioánnis Kapodístrias comme gouverneur de la Grèce, pour un mandat de sept ans, elle vote la Constitution politique de la Grèce. L'Assemblée voulait doter le pays d'un gouvernement stable, calqué sur les idées démocratiques et libérales, et c'est pourquoi elle déclara pour la première fois le principe de la souveraineté populaire : « La souveraineté appartient au peuple ; tout pouvoir dérive du peuple et existe pour le peuple ». Ce principe démocratique clé a été repris dans toutes les Constitutions grecques après 1864. 